# Miranda Schreurs

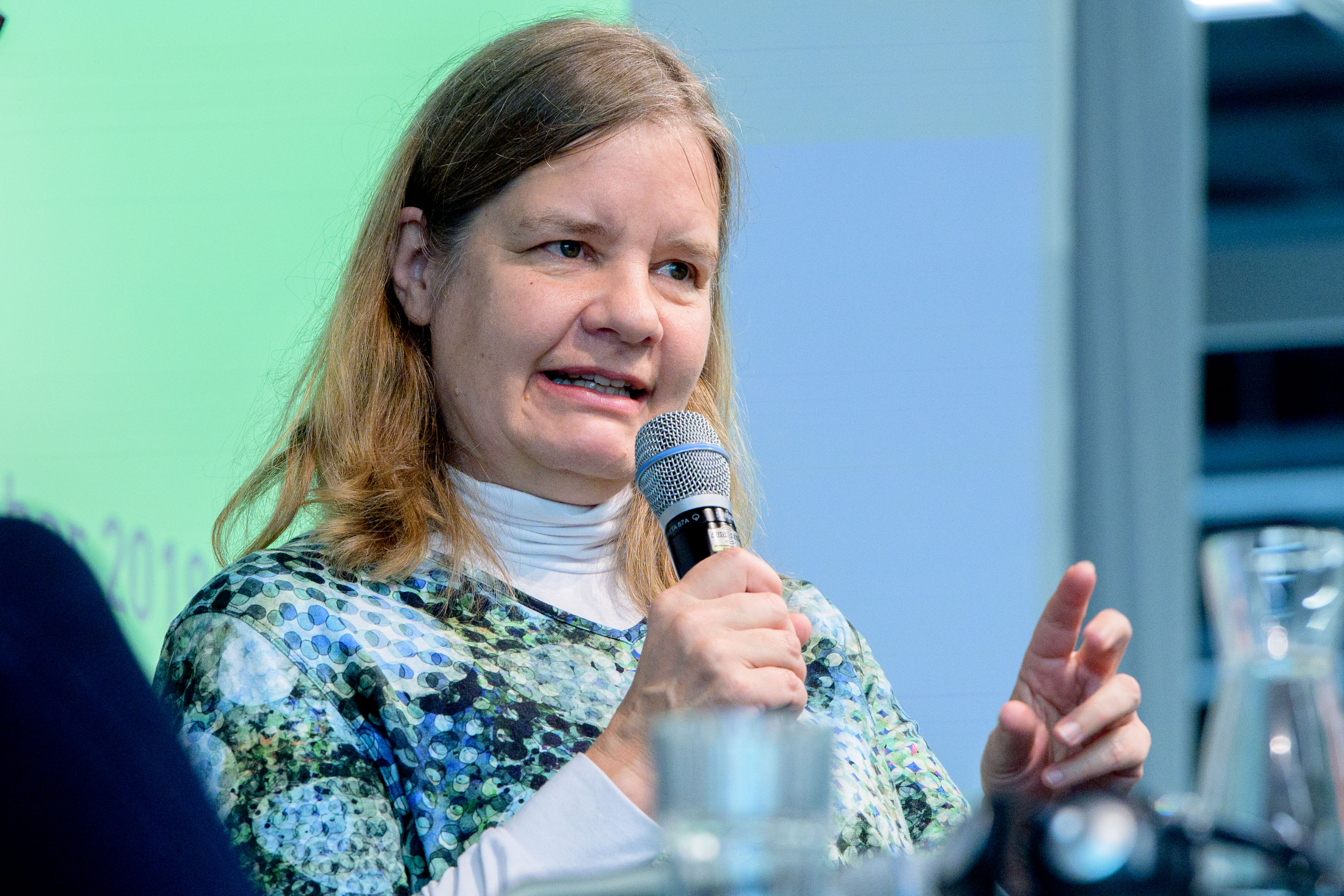
Miranda Schreurs, 2019

Miranda Alice Schreurs (* 29. Juli 1963 in Corning, New York) ist eine US-amerikanische Politikwissenschaftlerin und Hochschullehrerin an der Hochschule für Politik München (HfP), deren Träger die Technische Universität München ist. An der HfP ist sie Inhaberin des Lehrstuhls für Umwelt- und Klimapolitik (Environmental and Climate Policy).

## Leben
Von 1981 bis 1985 studierte sie Landwirtschaft und Lebenswissenschaften an der Cornell University; 1986 erhielt sie an der University of Washington zunächst einen Bachelor of Arts in General Studies (nicht studium generale); 1987 absolvierte sie dort auch einen Master of Arts in International Studies. 1996 promovierte sie an der University of Michigan in vergleichender Politikwissenschaft (Ph.D.).
Von 1994 bis 2007 war Miranda Schreurs Professorin am Department für Regierungswesen und Politik der University of Maryland. Sie hat auch geforscht und unterrichtet an den Universitäten Harvard, Utrecht, Keiō (Japan), Chūō (Tokio) und Rikkyō (Tokio). Von 2012 bis 2015 war sie Professorin II an der Universität Oslo im Fachbereich für Politikwissenschaft.
Im Jahr 2007 erhielt sie den Ruf an die Freie Universität Berlin als Professorin für vergleichende Politikwissenschaft. Dort leitete sie das Forschungszentrum für Umweltpolitik (FFU) bis zu ihrem Wechsel an die Hochschule für Politik, Technische Universität München, im Jahr 2016.
Von 2008 bis 2016 war sie Mitglied im Sachverständigenrat für Umweltfragen (SRU) des Bundesumweltministeriums. Seit 2015 ist sie stellvertretende Vorsitzende des Europäischen Netzwerkes der Umwelt- und Nachhaltigkeitsräte (EEAC). Von 2011 bis 2015 hatte sie den Vorsitz des Netzwerks inne, dem sie seit 2008 angehört. Seit 2016 ist sie Mitglied des Catalanischen Rates für Nachhaltige Entwicklung. Berufen von Bundeskanzlerin Angela Merkel war sie im Jahr 2011 Mitglied der Ethikkommission für eine sichere Energieversorgung. Schreurs ist zudem Ko-Vorsitzende des Nationalen Begleitgremiums, das die Endlagersuche in Deutschland begleitet. Für die Funktionsperiode 2023 bis 2028 wurde sie Mitglied des Universitätsrates der Universität Salzburg.
Miranda Schreurs arbeitet in den Bereichen umweltpolitische Governance, Policy und Politik des Klimawandels, Energiepolitik, soziale Bewegungen sowie Umweltpolitik Deutschlands, der EU, der USA und Ostasiens. Sie leitet Forschungsprojekte zu den Themen kohlenstoffarme Energiepolitik in Südostasien, Energiewenden in Deutschland, Europa, Japan und USA, internationale und vergleichende Klimapolitik in Mehrebenensystemen sowie Endlagerung von hochradioaktivem Müll in Europa, Asien und den USA.
Miranda Schreurs ist in den USA geboren und spricht neben ihrer Muttersprache Englisch auch Deutsch, Niederländisch und Japanisch.

## Schriften
- Miranda Schreurs: The German Energiewende in a European Context. In: Carol Hager und Christoph Stepfes (Hrsg.): Energy Transition in Comparative Perspective: Germany's Path to a Sustainable Future. Palgrave, 2016, doi:10.1057/978-1-137-44288-8_4.
- A. Brunnengräber, M. Di Nucci, A. Losada, L. Mez und M. Schreurs (Hrsg.): Nuclear Waste Governance: An International Comparison. Springer VS, Wiesbaden 2015.
- M. Schreurs und S. Steuwer: Der Koordinierungsbedarf zwischen Bund und Ländern bei der Umsetzung der Energiewende aus politikwissenschaftlicher Sicht. In: Thorsten Müller und Hartmut Kahl (Hrsg.): Energiewende im Föderalismus. Nomos, Baden-baden 2015.
- M. Schreurs und D. Ohlhorst: NIMBY and YIMBY: Movements For and Against Renewable Energy in Germany and the United States. In: C. Hager und M. A. Haddad (Hrsg.): NIMBY is Beautiful: Local Activism and Environmental Activism in Germany and Beyond. Berghahn Books, 2015, S. 60–86.
- A. T. Gullberg, D. Ohlhorst, und M. Schreurs: Towards a Low Carbon Energy Future—Renewable Energy Cooperation between Germany and Norway. In: Renewable Energy Journal. Band 68, 2014, S. 216–222.
- Miranda Schreurs: The Ethics of Nuclear Energy: Germany’s Energy Politics after Fukushima. In: The Journal of Social Science. Band 77, 2014, S. 9–29.
- J. B. Skjaerseth, G. Bang und M. Schreurs: Explaining Growing Climate Policy Differences in the European Union and the United States. In: Global Environmental Politics. Band 13, Nr. 4, 2013, S. 61–80.
- Miranda Schreurs: Orchestrating a Low-Carbon Energy Revolution Without Nuclear: Germany’s Response to the Fukushima Nuclear Crisis. In: Theoretical Inquiries in Law. Band 14, Nr. 1, 2013, S. 83–104.
- Miranda Schreurs: Breaking the Impasse in the International Climate Negotiations: The Potential of Green Technologies. In: Energy Policy. Band 48, 2012, S. 5–12.
- Miranda Schreurs, Nichi Bei Doitsu no Kankyou Seisaku no Hikaku, (Tokyo: Iwanami Press, 2007) (aktualisierte Übersetzung von Environmental Politics in Japan, Germany, and the United States. Cambridge University Press, Cambridge 2002. Translation ed. Shinichi Nagao.)